# Juan Jover
Juan Jover Sañes (Barcelona, 1903. november 23. – 1960. június 28.) spanyol autóversenyző.

## Pályafutása
1949-ben váltótársával, a francia Henri Louveau-val második lett a Le Mans-i 24 órás autóversenyen.
1951-ben jelen volt a Formula–1-es világbajnokság keretein belül rendezett spanyol nagydíjon. Az időmérő edzésen a tizennyolcadik helyet szerezte meg, ám a futamon technikai problémák miatt már nem tudott rajthoz állni. Ettől függetlenül Paco Godia-val együtt ő számít a világbajnokság első spanyol versenyzőjének.
1960. június 28-án, 56 évesen egy közlekedési balesetben vesztette életét.

## Eredményei

### Le Mans-i 24 órás autóverseny
| Év   | Csapat        | Autó          | Csapattárs    | Helyezés |
| ---- | ------------- | ------------- | ------------- | -------- |
| 1949 | Henri Louveau | Delage D6S-3L | Henri Louveau | 2.       |

### Teljes Formula–1-es eredménysorozata
(Táblázat értelmezése)

(Félkövér: pole-pozícióból indult; dőlt: leggyorsabb kört futott) 

| Év   | Csapat          | Modell        | Motor               | 1   | 2   | 3   | 4   | 5   | 6   | 7   | 8      | Helyezés | Pont |
| ---- | --------------- | ------------- | ------------------- | --- | --- | --- | --- | --- | --- | --- | ------ | -------- | ---- |
| 1951 | Scuderia Milano | Maserati 4CLT | Maserati Straight-4 | SUI | 500 | BEL | FRA | GBR | GER | ITA | ESP Ni | -        | 0    |

## Fordítás
- Ez a szócikk részben vagy egészben  a   Juan Jover című angol Wikipédia-szócikk fordításán alapul.  Az eredeti cikk szerkesztőit annak laptörténete sorolja fel. Ez a jelzés csupán a megfogalmazás eredetét és a szerzői jogokat jelzi, nem szolgál a cikkben szereplő információk forrásmegjelöléseként.

## Külső hivatkozások
- Profilja a statsf1.com honlapon (angolul)
- Profilja a driverdatabase.com honlapon (angolul)